# Reza Moradkhani
Reza Moradkhani (21 marzo 1986) è un pugile iraniano.

## Palmarès
- Campionati asiatici

Bangkok 2015: bronzo nei pesi massimi.